# Johann Friedrich Hütter
Johann Friedrich Hütter (* 18. März 1774 in Profen; † 3. Mai 1840 in Zeitz) war ein deutscher Verwaltungsjurist und Bürgermeister.

## Leben
Johann Friedrich Hütter wurde als Sohn von Christian August Hütter (* 12. Oktober 1726; † 9. September 1795) geboren. Sein Vater war Pfarrer im Stift Zeitz und von 1785 bis 1795 Oberpfarrer in der Nikolaikirche in Zeitz.
Johann Friedrich Hütter besuchte die Stiftsschule in Zeitz und wurde dort auf den Universitätsbesuch vorbereitet. 1793 begann er ein Studium der Rechtswissenschaften an der Universität Leipzig. Nach dem bestandenen Examen begann er 1796 als Assessor beim Justizamt in Lauchstädt und wechselte 1798 in gleicher Aufgabe zum Justizamt nach Zeitz; dort wurde er 1799 Amtsregistrator und Sportel-Einnehmer, 1802 Advokat und 1803 Aktuarius sowie 1804 Sekretär beim Hochstift Naumburg-Zeitz.
1807 wurde ihm die Verwaltung des Prokuraturamtes des Hochstiftes und des Kirchenkastenamtes übertragen und gleichzeitig das Prädikat als Kommissionsrat erteilt. Später kam noch die Verwaltung des Schul-Etats und einiger weiterer Kassen dazu. Einige Jahre darauf wurde er zum Syndikus der Stiftsstände (Landesstände, die zu dem in einem Stifte gehörigen Landesbezirk gehören) und zum Kriegsschuldenkassenrendanten ernannt.
Nach der im Wiener Kongress vereinbarten Teilung Sachsens wurde er preußischer Justizkommissar und Notar. Von dem Stift Zeitz blieb ein kleiner Teil bei dem Königreich Sachsen, dies führte dazu, dass die Fonds der Prokuratur des gesamten Stiftes aufgeteilt werden mussten, hierzu wurde er zum Ausgleichskommissar ernannt und 1817 nach Dresden gesandt, um dort eine Einigung herbeizuführen.
Johann Friedrich Hütter sorgte dafür, dass in Zeitz ein Waisenhaus errichtet wurde, in dessen Räumlichkeiten auch das Schullehrerseminar des Stiftes unterkam.
1828 wurde er zum Bürgermeister der Stadt Zeitz gewählt. daraufhin legte er die Verwaltung der Prokuratur und des Kirchenkastens nieder. Nach der Einführung der, im Rahmen der preußischen Städtereform,  revidierten Städteordnung 1831 wurde er erneut von den Stadtverordneten zum Bürgermeister gewählt. Er blieb bis zu seinem Tod in diesem Amt. Während seiner Amtsführung verbesserte er die Organisation des Schulwesens, ließ ein neues Bürgerschulhaus bauen und an der Bürgerschule einen eigenen Direktor anstellen. Vor seinem Tod regte er noch den Bau eines neuen Hospitalgebäudes an. Er hinterließ eine Witwe sowie eine verheiratete Tochter und einen Sohn.